# The Neon Demon
The Neon Demon is een Amerikaans-Deens-Franse film uit 2016, geregisseerd door Nicolas Winding Refn. De film ging op 20 mei in première op het filmfestival van Cannes in de competitie voor de Gouden Palm.

## Verhaal
Het jonge aspirant-fotomodel Jesse (Elle Fanning) verhuist naar Los Angeles, waar ze gerekruteerd wordt door een gerenommeerd modeontwerper. Daar ondervindt ze dat ze door een groep, door schoonheid geobsedeerde vrouwen benijd wordt om haar vitaliteit en jeugd. Deze groep vrouwen zal er alles aan doen om af te nemen wat zij heeft.

## Rolverdeling
| Acteur              | Personage        |
| ------------------- | ---------------- |
| Elle Fanning        | Jesse            |
| Jena Malone         | Ruby             |
| Abbey Lee           | Sarah            |
| Bella Heathcote     | Gigi             |
| Karl Glusman        | Dean             |
| Desmond Harrington  | Jack             |
| Keanu Reeves        | Hank             |
| Christina Hendricks | Jan              |
| Alessandro Nivola   | Modeontwerper    |
| Charles Baker       | Mickey           |
| Jamie Clayton       | Castingdirecteur |